# Hamda Al Qubaisi
Pour les articles homonymes, voir Al Qubaisi.
Hamda Al Qubaisi, née le 8 août 2002 à Abou Dabi, est une pilote automobile émiratie. Elle est la fille de Khaled Al Qubaisi et la sœur d'Amna Al Qubaisi, tous deux pilotes automobiles.

## Biographie

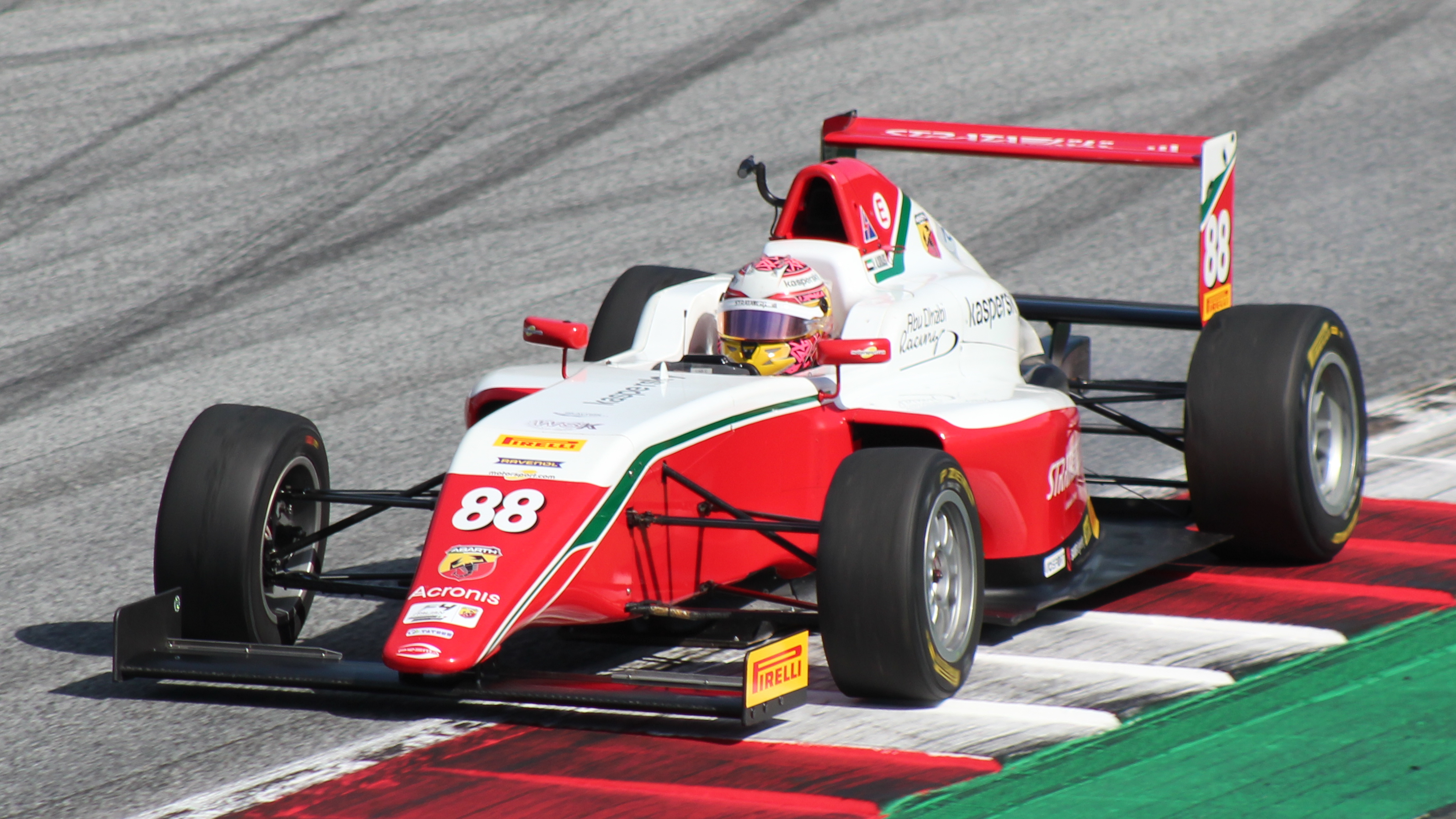
Hamda Al Qubaisi en Formule 4 italienne en 2021 à Spielberg.

Après avoir débuté en karting, Hamda Al Qubaisi commence en monoplace en 2019. Avec trois victoires dans le championnat des Émirats arabes unis de Formule 4 en 2020 et 2021, elle est la pilote féminine ayant remporté le plus de courses de Formule 4.
En 2022, Hamda Al Qubaisi devient la première pilote émiratie à disputer la Formule Régionale Europe, à seulement 19 ans, un an après avoir été la première pilote féminine à monter sur le podium de la Formule 4 Italienne.
Le 26 septembre 2022, encadrée par le champion en titre Victor Martins et l’instructeur de pilotage Julien Gilbert, Hamda Al Qubaisi essaie une Formule 3 sur le circuit de Nevers Magny-Cours dans le cadre d'un programme d'invitations de pilotes féminines pour améliorer la diversité dans le sport,.
En 2023, elle est sélectionnée par MP Motorsport pour participer au nouveau championnat de F1 Academy toujours aux côtés de sa sœur et de Emely de Heus.

## Résultats en compétition automobile
| Saison | Championnat                   | Écurie                    | Courses | Victoires | Pole positions | Meilleurs tours | Podiums | Points | Classement |
| ------ | ----------------------------- | ------------------------- | ------- | --------- | -------------- | --------------- | ------- | ------ | ---------- |
| 2019   | Formule 4 Italiene            | Abu Dhabi Racing by Prema | 6       | 0         | 0              | 0               | 0       | 0      | 42e        |
| 2019   | Formule 4 UAE Trophy Round    | Abu Dhabi Racing          | 2       | 0         | 0              | 0               | 0       | -      | 8e         |
| 2020   | Formule 4 Émirats arabes unis | Abu Dhabi Racing          | 19      | 3         | 7              | 6               | 12      | 258    | 4e         |
| 2020   | Formule 4 Italienne           | Abu Dhabi Racing by Prema | 19      | 0         | 0              | 0               | 0       | 3      | 25e        |
| 2020   | Formule 4 Allemande           | Iron Lynx                 | 3       | 0         | 0              | 0               | 0       | 0      | NC         |
| 2021   | Formule 4 Émirats arabes unis | Abu Dhabi Racing by Prema | 19      | 3         | 0              | 2               | 7       | 221    | 4e         |
| 2021   | Formule 4 UAE Trophy Round    | Abu Dhabi Racing by Prema | 1       | 0         | 0              | 0               | 0       | -      | 6e         |
| 2021   | Formule 4 Italienne           | Prema Powerteam           | 21      | 0         | 0              | 0               | 1       | 24     | 17e        |
| 2021   | Formule 4 Allemande           | Prema Powerteam           | 6       | 0         | 0              | 0               | 0       | 0      | 21e        |
| 2022   | Formule Régionale Asie        | Abu Dhabi Racing by Prema | 15      | 0         | 0              | 0               | 0       | 0      | 28e        |
| 2022   | Formule Régionale Europe      | Prema Powerteam           | 15      | 0         | 0              | 0               | 0       | 0      | 38e        |
| 2023   | Formule 4 Émirats arabes unis | Yas Heat Racing by Xcel   | 15      | 0         | 0              | 0               | 0       | 12     | 20e        |
| 2023   | F1 Academy                    | MP Motorsport             | 21      | 4         | 2              | 5               | 7       | 207    | 3e         |
| 2023   | Formule 4 UAE Trophy Round    | MP Motorsport             | 2       | 0         | 0              | 0               | 0       | -      | 6e         |
| 2023   | F4 Saudi Arabian Trophy Event | Altawkilat Meritus GP     | 4       | 0         | 0              | 0               | 1       | -      | 6e         |
| 2024   | Formule 4 Arabie saoudite     | Altawkilat Meritus GP     | 21      | 1         | 0              | 1               | 5       | 132,5  | 8e         |
| 2024   | F1 Academy                    | MP Motorsport             | 14      | 0         | 0              | 0               | 3       | 133    | 5e         |
| 2025   | Formule 4 Moyen-Orient        | AKCEL GP by PHM           | 3       | 0         | 0              | 0               | 0       | 0      | 31e        |